# Список продуктів Google
Нижче наведено список продуктів, послуг і програм, які надає Google. Активні продукти, послуги, інструменти, апаретне забезпечення, та інші програми, а також припинені.

## Сервіси Google
- «Запитання та відповіді» (раніше Google Answers) — сервіс для колективного надання відповідей на виникаючі питання.
- Google Статистика пошуку  [Архівовано 27 вересня 2012 у Wayback Machine.] — дозволяє дізнатись найпопулярніші запити в заданий відрізок часу.
- Google AdSense — сервіс контекстної реклами, що дозволяє заробляти власникам сторінок з великою відвідуваністю. Програма автоматично доставляє текстові та графічні оголошення, розраховані на вебсайт і його зміст.
- Google Ads — сервіс контекстної реклами, працює з ключовими словами.
- Google Alerts  [Архівовано 27 травня 2013 у Wayback Machine.] — відправлення на пошту результатів пошуку із заданою періодичністю.
- Google Analytics — безплатний сервіс, що надає детальну статистику по трафіку вебсайту.
- Google ArtProject  [Архівовано 1 лютого 2011 у Wayback Machine.] — інтерактивно-представлені популярні музеї світу.
- Google App Engine — платформа для створення та хостингу масштабованих вебзастосунків на серверах компанії Google.
- Google Apps — сервіс для використання служб Google разом зі своїм доменом.
- Google Merchant Center  (раніше Google Base) — дозволяє власникам контенту розміщати структуровану інформацію в сховище, автоматично отримуючи можливість пошуку за цією інформацією.
- Blogger — це сервіс для ведення блогів, що дозволяє тримати на своєму хостингу не лише програмне забезпечення, а і всю інформацію: записи, коментарі та персональні сторінки в СУБД на серверах Google.
- Google Bookmarks  — дозволяє відзначати сайти закладками, додавати до них ярлики та примітки. По ярликах і приміток можна робити пошук, закладки зберігаються на сервері і доступні з будь-якого комп'ютера.
- Google Buzz — інструмент соціальної мережі, розроблений компанією Google та інтегрований в Gmail. Інструмент припинив своє існування восени 2011  [Архівовано 15 жовтня 2011 у Wayback Machine.].
- Google Calendar — онлайновий сервіс для планування зустрічей, подій і справ з прив'язкою до календаря. Можливе спільне використання календаря групою користувачів. Крім того, сервіс інтегрований з Gmail.
- Google Checkout — сервіс обробки онлайнових платежів, що на меті спростити оплату онлайнових покупок. Вебмайстри можуть використовувати даний сервіс як одну з форм оплати. Працює по всьому світу.
- Google Classroom — безплатний веб сервіс створений Google для шкіл з метою спрощення створення, поширення і класифікації завдань безпаперовим шляхом. Основна мета сервісу прискорити процес поширення файлів між викладачами і студентами.
- Google Cloud Print  [Архівовано 28 травня 2013 у Wayback Machine.] — технологія, за допомогою якої принтер підключається до інтернету, що дозволяє ряду користувачів роздруковувати документи віддалено.
- Google Correlate  [Архівовано 29 травня 2013 у Wayback Machine.] — сервіс дозволяє дізнатися, які запити часто роблять разом із заданим.
- Google Custom Search — дозволяє веброзробникам інтегрувати пошук Google в їхні вебзастосунки.
- Google Документи — веборієнтований застосунок для роботи з документами, що допускає спільне використання документа. Зараз замінений на Google Drive.
- Google eSignature — функція в Docs і Drive для користувачів Workspace Individual для е-підпису у гуглівських документах, для чого в документ додається тільки спеціальне поле[1].
- Google Directory (раніше Catalogs)  [Архівовано 6 травня 2008 у Wayback Machine.] — вміст мережі, впорядкований за тематичними категоріями. Закрився.
- Google Dictionary — сервіс для перекладу окремих слів на інші мови.
- Google Drive — хмарне сховище від Google з можливістю онлайн (в браузері) перегляду безлічі типів файлів (у тому числі і файлів фотошопу). Документи також можна редагувати і створювати як в Google Docs. Пропонується 5 Гб вільного місця.
- Google Finance  [Архівовано 23 липня 2008 у Wayback Machine.] — сайт-агрегатор біржової інформації.
- iGoogle (раніше Google Portal, Google Fusion і Personalized Homepage) — сервіс для створення персональних сторінок, що використовують AJAX. Підлягає закриттю 1 листопада 2013.
- Gmail — безкоштовна електронна пошта з великим обсягом місця для зберігання повідомлень (понад 10,1 Гб)[2], з доступом по POP3 і зручним вебінтерфейсом. Також є OpenID-провайдером для всіх служб Google.
- Google Groups — архів конференцій Usenet.
- Google Health — являє собою онлайнову особисту медичну карту.
- Google Knol — вікі-енциклопедія, що складається з авторських статей з заданих тем. Закрито в 2012 році.
- Google Лабораторія — інкубатор ідей для нових сервісів, призначений для тестування інтерфейсу тощо
- Google Maps ( [Архівовано 5 серпня 2012 у Wayback Machine.]) — набір карт, побудованих на основі безплатного картографічного сервісу.
- Google Maps API — інтерфейс, що дозволяє вбудовувати карти на зовнішні сайти за допомогою JavaScript.
- Google Mars  [Архівовано 22 лютого 2011 у Wayback Machine.] — карти Марса.
- Google Moon  [Архівовано 9 травня 2013 у Wayback Machine.]  [Архівовано 30 серпня 2007 у Wayback Machine.] — карти місяця.
- Google Mobile  — інтерфейс для використання застосунків Google за допомогою мобільних пристроїв.
- Google Новини — автоматично створений сайт новин, на якому зібрані заголовки більше ніж з 400 джерел новин по всьому світу: схожі статті групуються, а потім показуються згідно з особистими інтересами кожного читача.
- Google Ngram Viewer  [Архівовано 25 травня 2013 у Wayback Machine.] — дозволяє вивести у вигляді графіка статистику вживання тих чи слів у російській, англійській, німецькій, французькій, іспанській, єврейської чи китайській літературі протягом заданого відрізка часу.
- Google Notebook  [Архівовано 17 жовтня 2019 у Wayback Machine.] — вебзастосунок, що дозволяє створювати, зберігати і редагувати нотатки на сервері. Текст у нотатках може містити URL та розмітку. Частково закрито в січні 2009 року. З 11 листопада 2011 розпочнеться автоматичний експорт даних з блокнотів в Google Docs.
- Google Orkut — соціальна мережа, в якій користувачі можуть вказувати свою персональну та професійну інформацію, створювати зв'язку з друзями і об'єднуватися в співтовариства за інтересами.
- Google Picasa Web  [Архівовано 18 липня 2006 у Wayback Machine.] — персональні галереї фотографій.
- Google Play — магазин застосунків від Google, що дозволяє власникам пристроїв з операційною системою Android встановлювати і купувати різні застосунки (власникам Android-пристроїв зі Сполучених Штатів і Росії також доступне придбання на Google Play книжкових видань, музики і фільмів).
- Google Public Data Explorer  [Архівовано 26 травня 2013 у Wayback Machine.] — публічні дані та прогнози від ряду міжнародних організацій та наукових установ.
- Google Public DNS — альтернативний DNS-сервер Google.
- Google Reader — RSS-агрегатор, що дозволяє читати потоки новин у форматах Atom і RSS. Сервіс припинить існування з 1 липня 2013 року.
- Google Talk — програма для обміну миттєвими повідомленнями (на основі протоколу XMPP) і інтернет-телефон.
- Google Search History  — історія пошукових запитів користувача.
- Google Sites —безплатний хостинг, який використовує вікі-технологію.
- Google Translate — система статистичного машинного перекладу слів, текстів, фраз, вебсторінок між будь-якими парами мов.
- Google Trends  [Архівовано 25 лютого 2009 у Wayback Machine.] — частотність обраного пошукового запиту.
- Google Voice — передача голосу по протоколу VoIP.
- Google Wave — сайт, який об'єднує в собі функції електронної пошти, вікі, соціальної мережі, системи миттєвих повідомлень. Закрився.
- Google Webmasters  [Архівовано 29 травня 2013 у Wayback Machine.] — інструменти для вебмайстрів.
- Google Wireless Transcoder (також відомий як Google Mobilizer) — безплатний адаптивний вебпроксі для перегляду сайтів на мобільних пристроях[3][4].
- Picnik — онлайн-сервіс для редагування фотографій. Закрито 19 квітня 2012[недоступне посилання з липня 2019]
- YouTube — відеохостинг.
- Google One Pass — онлайн-магазин, де видавці можуть продавати доступ до свого контенту.
- Google+ — Соціальна мережа.
- Google Building Maker  [Архівовано 8 січня 2007 у Wayback Machine.] — створення тривимірних (3D) моделей.
- Google Keep — сервіс для зберігання нотаток.

## Спеціальний пошук Google
- Google Blog Search  [Архівовано 3 серпня 2011 у Wayback Machine.] — сервіс пошуку по блогах. У результати пошуку включені всі блоги на всіх мовах.
- Google Book Search — повнотекстовий пошук по книгах, оцифрованих компанією Google (понад 10 мільйонів книг з найбільших бібліотек США).
- Google Code Search  [Архівовано 25 лютого 2013 у Wayback Machine.] — пошук по сирцевих кодам, викладеному в Інтернет у відкритому вигляді. Закрито 15 січня 2012  [Архівовано 3 червня 2013 у Wayback Machine.]
- Google Custom Search — сервіс для створення власної системи пошуку на основі пошукової системи Google.
- Froogle  [Архівовано 28 серпня 2008 у Wayback Machine.] — це пошуковий сервіс Google для отримання інформації про пропозиції товарів, які можна замовити в інтернет-магазинах. На даний момент діє тільки для США і Канади.
- Hackser Style Google  [Архівовано 25 серпня 2006 у Wayback Machine.] — інтерфейс пошуку на мові Leet.
- Google Images  [Архівовано 21 липня 2001 у Wayback Machine.] — сервіс пошуку картинок в пошуковій системі Google.
- Google Government Search [недоступне посилання з травня 2019] — пошук по урядових сайтах Сполучених Штатів Америки.
- Special Searches  [Архівовано 10 травня 2011 у Wayback Machine.] — пошук на спеціалізованих сайтах (BSD, Linux, Mac OS X і Microsoft).
- Movie Showtimes  [Архівовано 27 жовтня 2016 у Wayback Machine.] — кіноафіша. Закрито 1 листопада 2016.
- Google Patents Search  [Архівовано 10 квітня 2012 у Wayback Machine.] — пошук по патентах серед понад 7 мільйонів доступних в базі даних.
- Google Scholar — сервіс для пошуку наукових джерел: статей, книг, дисертацій, опублікованих різними науковими організаціями та професійними спільнотами.
- Google SSL  [Архівовано 17 березня 2012 у Wayback Machine.] — безпечний пошук від Google. Зв'язок між користувачем і сервером здійснюється за зашифрованому каналу, що виключає можливість перехоплення інформації користувача третіми особами . На даний момент працює в режимі «Beta»; не доступні ніякі сервіси окрім «Пошук Google».
- Google Suggest — частина пошуку Google, технологія автозаповнення рядка пошукового запиту на основі загальної статистики найпопулярніших запитів.
- Google Video — сервіс для пошуку, перегляду і збереження відео.
- Google Weather — частина пошуку Google, дозволяє отримувати 4-денний прогноз погоди для міст світу.
- Телефонна книга — служба Google, яка дозволяє знайти телефонні номери і адреси, опубліковані в загальнодоступних джерелах. Результати пошуку з адресної книги Google з'являються над іншими результатами при введенні певних типів запитів (імені, прізвища, міста і т. д.).
- Мовні інструменти  [Архівовано 9 лютого 2012 у Wayback Machine.] — інструмент, що дозволяє використовувати Google на безлічі різних мов.
- Калькулятор  [Архівовано 7 грудня 2011 у Wayback Machine.]  [Архівовано 24 квітня 2013 у Wayback Machine.] — сервіс для розрахунків, вбудований в рядок пошуку. Наприклад, якщо задати пошук рядка 900+600*2-(3+1), то буде виданий відповідь 2096, а також інтернет-сторінки, де такий рядок може зустрічатися. Сервіс знає безліч математичних функцій, вміє дотримуватися пріоритету операцій.
- Конвертер валют — наприклад, 600 USD in UAH — скільки буде $600 в гривнях.

Пошукові машини Google дозволяють шукати не тільки серед вебсайтів, але й в більш вузьких джерелах інформації.
Коли Google проіндексовав більше HTML-сторінок в Інтернеті, ніж будь-який інший шукач, наші інженери звернулися до інших, менш доступних джерел інформації. Так з'вилися функції пошуку по телефонним номерам, адресам, словникам і довідникам. Пізніше ми пішли ще далі. І тепер ви можете шукати на Google новини, патенти, статті в журналах, картинки, книги, відеоролики і багато іншого. І це далеко не кінець!
| Назва                              | URL                                                                                   | стан     | сфера                       |
| ---------------------------------- | ------------------------------------------------------------------------------------- | -------- | --------------------------- |
| Google Картинки (Google Images)    | https://www.google.com.ua/imghp?hl=uk [Архівовано 17 березня 2017 у Wayback Machine.] | працює   | зображення                  |
| Google Відео (Google Video)        | https://www.google.com/videohp?hl=uk [Архівовано 16 лютого 2017 у Wayback Machine.]   | працює   | пошук і скачування відео    |
| Google Авіабілети (Google Flights) | https://www.google.com/flights/ [Архівовано 13 червня 2017 у Wayback Machine.]        | працює   | авіабілети                  |
| Google Блоги                       | http://blogsearch.google.com/ [Архівовано 3 серпня 2011 у Wayback Machine.]           | працює   | блоги                       |
| Google Коди (Google Codes)         | http://www.google.com/codesearch [Архівовано 25 лютого 2013 у Wayback Machine.]       | закритий | вихідні коди                |
| Google Академія (Google Scholar)   | https://scholar.google.com.ua/ [Архівовано 20 квітня 2021 у Wayback Machine.]         | працює   | наукові статтї, публікації  |
| Google Покупки (Frogle)            | https://www.google.com/shopping [Архівовано 13 червня 2017 у Wayback Machine.]        | працює   | товари в інтернет-магазинах |

## Інструменти
- Chromium — браузер з відкритим сирцевим кодом, розроблений компанією Google.
- Google Chrome — браузер, що розробляється компанією Google на основі вільного браузера Chromium, забезпечений рядом невільних елементів і компонентами, що відповідають за збір інформації про відвідані сторінки.
- Google Developers — сайт для розробників, які цікавляться розробкою відкритого програмного забезпечення, пов'язаного з продуктами компанії Google. Сайт містить сирцеві коди і список їхніх сервісів з публічним API.
- Project Hosting  [Архівовано 22 лютого 2011 у Wayback Machine.] — безплатний спеціалізований хостинг GPL-проектів та ін вільних проектів.
- Google Pack — інсталяційний пакет, який об'єднує пакети ряду продуктів Google (Google Earth, Picasa, Google Desktop та ін) і кілька сторонніх продуктів (Mozilla Firefox, Adobe Reader та ін.)
- Google Deskbar  — розміщує пошук Google на робочому столі.
- Google Desktop — засіб пошуку на комп'ютері користувача. Програма встановлюється локально і індексує повідомлення електронної пошти, текстові документи, документи Microsoft Office, обговорення з AOL Instant Messanger, історію переходів у веббраузері, PDF-документи, музичні файли, зображення, відеофайли.
- Google Earth — модель планети Земля, створена за допомогою супутникових знімків.
- Picasa — програма для роботи з цифровими фотографіями, інтегрована з Google Blogger і Gmail.
- Hello  [Архівовано 10 травня 2008 у Wayback Machine.] — доповнення до програми Picasa, що дозволяє ділитися своїми фотографіями з друзями, без використання вебсайту або електронної пошти. Зображення пересилаються безпосередньо від одного клієнта до іншого.
- Google Toolbar — розширення для браузерів Internet Explorer і Mozilla Firefox, що являє собою панель пошукового сервісу Google і виконує ряд додаткових функцій.
- Google Web Accelerator — програма, яка прискорює роботу браузера шляхом кешування і попереднього скачування інформації, яка, можливо, буде цікавити користувача. Програма використовує проксі-сервери, що належать Google.

## Апаратне забезпечення

### Сімейства продуктів
- Google Nexus — серія телефонів, планшетних комп'ютерів та медіаплеєрів.
- Google Pixel — серія телефонів, планшетних комп'ютерів та ноутбуків.

- Google Search Appliance  [Архівовано 9 вересня 2010 у Wayback Machine.] — це апаратно / програмне рішення, призначене для корпоративної інтранет-мережі. Це пристрій виконує періодичний перегляд та індексування документів (у базовій моделі — до 500 000 документів) для пошуку, на внутрішніх або зовнішніх корпоративних вебсайтах або інших ресурсах, доступних через веб.
- Google Mini  [Архівовано 30 травня 2010 у Wayback Machine.] — міні-версія пристрою Search Appliance, названа Google Mini і призначена для невеликих і середніх компаній. Базова модель пристрою індексує 100 000 документів. У січні 2006 були запропоновані ще дві моделі, на 200 000 і на 300 000 документів. Крім того, 2 березня 2006 була анонсована модель на 50 000 документів.
- Google Fiber — проект Google з надання високошвидкісного доступу в Інтернет. Тобто Google стає провайдером.
- Google Glass — гарнітура (або натільний комп'ютер, що дещо ближче до функціонального набору пристрою) для смартфонів на базі Android і iOS, що розробляється компанією Google.
- Jamboard — 55-дюймова інтерактивна дошка

### Моделі
- Nexus One
- Nexus S
- Galaxy Nexus
- Nexus Q — розважальний пристрій для передачі медіа, відноситься до сімейства продуктів Google Nexus
- Nexus 7 (2012)
- Nexus 7 (2013)
- Nexus 4
- Nexus 5
- Nexus 6
- Nexus 9
- Nexus 10
- Nexus 5X
- Nexus 6P
- Nexus Player
- Pixel C — 10.2" планшетний комп'ютер під управлінням Android
- Chromebook Pixel — ноутбук під управлінням Chrome OS. Представлений 2013 року
- Google Pixelbook — ноутбук під управлінням Chrome OS. Представлений 2017 року
- Google Pixelbook Go — ноутбук під управлінням Chrome OS. Представлений 2019 року
- Pixel Slate — планшет «трансформер» під управлінням Chrome OS
- Chromebox — настільний комп'ютер під управлінням Chrome OS
- Chromecast — адаптер потокового медіа
- Chromecast Ultra — адаптер потокового медіа з підтримкою 4K
- Chromecast Audio — адаптер потокового аудіо
- Google OnHub — серія маршрутизаторів
- Google Daydream View — шолом віртуальної реальності для смартфонів
- Google Home — серія розумних колонок
- Google WiFi — маршрутизатор
- Pixel — перший смартфон серії Pixel
- Pixel XL — збільшена версія Pixel
- Pixel 2 — 5" смартфон на Android
- Pixel 2 XL — 6" покращена версія Pixel 2
- Pixel 3 — 5.5" смартфон на Android
- Pixel 3 XL
- Pixel 3a — спрощена версія Pixel 3
- Pixel 3a XL
- Pixel 4 — 5.7" смартфон на Android
- Pixel 4 XL
- Pixel 4a — спрощена версія Pixel 4
- Pixel 4a (5G) — покращена версія Pixel 4a з підтримкою 5G
- Pixel 5
- Смартфони на Android One — смартфони від різних виробників на базі «чистого» Android

## Операційні системи
- Android — операційна система, побудована на ядрі Linux та розроблена Google, яка використовується на смартфонах та планшетних комп'ютерах.
  - Wear OS — версія Android, що розроблена для роботи на розумних годинниках та носимих пристроях.
  - Android Auto — версія Android, розроблена для роботи на автомобілях.
  - Android TV — версія Android, розроблена для роботи на телевізорах.
- Chrome OS — операційна система для запуску вебдодатків.
- Glass OS — операціна система для Google Glass.
- Google Fuchsia — невипущена операційна система, що передбачена для роботи на смартфонах та комп'ютерах.

## Виноски
1. ↑  У Google з’явиться е-підпис: хто зможе скористатися. 10.08.2023
2. ↑  Как работает хранилище аккаунта Google.
3. ↑  Ademar, Fredrik (21 грудня 2007). Boosting internet in mobile: the return of the browser proxies (mobile megatrend series). www.visionmobile.com. Visionmobile Ltd. Архів оригіналу за 30 листопада 2015. Процитовано 25 березня 2015. [Архівовано 30 листопада 2015 у Wayback Machine.](англ.)
4. ↑  Trapani, Gina (16 січня 2006). Google Mobilizer makes any web page mobile-friendly. lifehacker.com. Kinja Kft. Архів оригіналу за 17 березня 2015. Процитовано 25 березня 2015.(англ.)
5. ↑  компанія Google. Десять базових принципів Google. Архів оригіналу за 18 січня 2017. Процитовано 13 червня 2017.